# أوزفالدو ألفاريز غيريرو
أوزفالدو ألفاريز غيريرو (بالإسبانية: Osvaldo Álvarez Guerrero)‏ هو محامي وسياسي أرجنتيني، ولد في 1940 في فلوريدا في الأرجنتين، وتوفي في 27 يوليو 2008 في بوينس آيرس في الأرجنتين. حزبياً، نشط في الاتحاد المدني الراديكالي. وقد انتخب عضو مجلس النواب في الأرجنتين.